# Marta Malec-Lech
Marta Magdalena Malec-Lech (ur. 30 sierpnia 1983 w Brzesku) – polska polityk, działaczka samorządowa i radca prawny, od 2018 członek zarządu województwa małopolskiego.

## Życiorys
Córka Stanisława i Lucyny. Absolwentka prawa na Wydziale Prawa i Administracji Uniwersytetu Jagiellońskiego w Krakowie. Aplikację radcowską ukończyła w Okręgowej Izbie Radców Prawnych w Warszawie. Doświadczenie zdobywała współpracując z kancelariami prawnymi w Warszawie i Krakowie, a także podczas stażu zagranicznego w Parlamencie Europejskim w Brukseli. W 2014 rozpoczęła indywidualną praktykę zawodową jako radca prawny – prowadziła dwie kancelarie, obsługujące zarówno podmioty gospodarcze, jak i osoby fizyczne. W 2016 ukończyła prowadzone na Uniwersytecie Jagiellońskim studia podyplomowe „Mediacja i inne metody alternatywnego rozwiązywania sporów”. Była członkiem rad nadzorczych m.in.: Tauron Czech Energy oraz PZU Pomoc.
W 2018 kandydowała do Sejmiku Województwa Małopolskiego z listy Prawa i Sprawiedliwości z rekomendacji Solidarnej Polski uzyskując mandat radnego województwa małopolskiego. 19 listopada 2018 roku wybrana na członka zarządu województwa małopolskiego. Inicjatorka i organizatorka wielu akcji społecznych, m.in.: pomocy dla kombatantów Armii Krajowej w powiecie bocheńskim czy też zbiórki pluszaków dla karetek pogotowia.